# ナックルヘッズ
『ナックルヘッズ』（KNUCKLE HEADS）は、1993年3月にナムコ（現・バンダイナムコエンターテインメント）よりアーケードゲームとして発売された2D対戦格闘ゲーム。
ナムコが新たに開発したアーケードゲーム基板、NA-2を使用している。また、対戦型格闘ゲームとしては初となる4人同時プレイが可能。本作は21世紀のアメリカを舞台に、強者たちが名誉と賞金を懸けて戦うゲーム番組『ナックルヘッズ』を題材としている。
ナムコの無料広報誌『NG』1993年4月号の紹介記事によると、本作がナムコ初の対戦格闘ゲームである。また、このゲームの開発スタッフの一部は後に『ソウルエッジ』を始めとする『ソウルシリーズ』の制作に携わっていることが語られている。
アニメ等に出演する知名度の高い声優をキャラクターボイスに起用した最初期の対戦格闘ゲームである。本作を皮切りに、翌1994年にタイトーが『カイザーナックル』、SNKが1995年に『餓狼伝説3』と専業声優を起用した作品を発表するようになっていき、その流れが次第に業界全体に波及していった。なおブラットを演じた柳原孝安は本作の開発スタッフだが、ナムコ入社以前に舞台劇に出演しての演技経験を持っていたそうである。
家庭用ゲーム機には長らく移植がされていなかったが、Wiiのバーチャルコンソールアーケードで2009年8月18日に配信。また、アーケードアーカイブスの1作品として2024年8月15日にPlayStation 4とNintendo Switchで配信された。

## システム
8方向レバーと3つのボタン（上段攻撃、下段攻撃、ジャンプ）によりプレーヤーを操作して対戦相手と戦う。
6名のキャラクターから1人を選んでプレイする。
対CPU戦は全9ステージあり、最初は選ばなかったキャラクター5人と1対1での対戦（5ステージ）、次はCPU2人との1対2での対戦（3ステージ）、そして最終ステージでは金色の自キャラとの対戦となり、これに勝利するとエンディングとなる。なお、この金色の分身（ゴールドドッペル）は自キャラと姿形は同じでも、移動速度や攻撃力はゴールドドッペルの方が上である。

## 登場キャラクター
ロブ・ビンセント（Rob Vincent）
- 声:飛田展男[4]
- 身長：181cm
- 体重：84kg
- 年齢：28歳
- 国籍：アメリカ
- 武器：トンファー
- キャラクターカラー：レッド

大財閥の一人息子。突如、父の会社が経営危機に見舞われ、家業を継ぐことに疑問を感じつつも、この巨額賞金の手に入る格闘大会にエントリー。
バランスの取れたオールラウンドキャラクター。 飛び道具「ブラストウェーブ」や対空技「トルネードアッパー」などの必殺技を持つ。
タケシ・フジオカ（Takeshi Fujioka）
- 声:森川智之[4]
- 身長：175cm
- 体重：75kg
- 年齢：25歳
- 国籍：日本
- 武器：鎖鎌
- キャラクターカラー：ブルー

インターポールの特別麻薬捜査官。大会の裏で大型の麻薬取引が行われるという情報を得たが、警察上層部からの捜査許可がおりず、一選手として参加することを決意。
ビンセントと同じく必殺技に飛び道具があり、バランスの取れた強さである。最終ステージのゴールドフジオカの勝利ポーズはプレイヤーのものとは少し異なる。
クリスティーン・ミャオ（Christine Myao）
- 声:林原めぐみ[4]
- 身長：168cm
- 体重：43kg
- スリーサイズ：B78/W58/H80
- 年齢：18歳
- 国籍：中国（香港）
- 武器：棍棒
- キャラクターカラー：ピンク

香港を代表する世界的功夫アクションスター。歌って踊れるハリウッド格闘女優を目指しており、自分の映画でのアクションがやらせではないことを証明するためにエントリーした。攻撃力・防御力は低いがリーチが長い。ただし接近されると弱い。
ゲーム中では「クリス」と紹介されている。
グレゴリー・ダレル（Gregory Darrell）
- 声:飛田展男[4]
- 身長：216cm
- 体重：127kg
- 年齢：39歳
- 国籍：ノルウェー
- 武器：ダブルトマホーク
- キャラクターカラー：グリーン

バイキングの血を受け継ぐ男。大洋の放浪が長く、妻に離婚を申し込まれてしまった。しかし愛する家族のために出来る限りのことはしてあげたい、という気持ちから出場を決める。
攻撃力が高く接近戦に強いが、移動速度が遅い。防御力は高く投げの間合いも広い。唯一、コマンド投げ「ヘルダイビングバックブリーカー」を持っている。
クローディア・シルバ（Claudia Silva）
- 声:三石琴乃[4]
- 身長：172cm
- 体重：?kg
- 年齢：23歳
- スリーサイズ：B93/W63/H89
- 国籍：ブラジル
- 武器：オリハルコン・クロー
- キャラクターカラー：イエロー

大会の賞金でアマゾンの森林を買えるだけ買い占めようと考えている環境保護活動家。
通常の攻撃力は低いが、ジャンプ力が高く空中攻撃が強い。気合攻撃ではかなりのリーチを持つ。必殺技「コルコヴァードドロップ」は上昇中完全無敵で画面の外まで上昇し、急降下する奇技。
また、当時の女性キャラクターとしては極めて稀な「ヒップ攻撃」（垂直ジャンプで気合下段攻撃）もある。限りなく裸に近いコスチューム（胸当て・肩当て・手甲・ひも状のTバック・ブーツ）で、ネコの尻尾らしきものも身につけている。
ブラット・ベイク（Blat　Vaike）
- 声:柳原孝安[4]
- 身長：158cm
- 体重：70kg
- 年齢：35歳
- 国籍：ギリシャ
- 武器：ハンマー
- キャラクターカラー：グレー

戦うことと女のことしか頭にない男。好きなだけ大暴れ出来る上に優勝したら巨額の賞金が手に入るという考えから、大会に参加した。
移動スピード、攻撃力、ジャンプ力ともに平均以下だが、防御力が高い。また、必殺技「ビーストアンガー」「ローリングマッドネス」は、技の後に目を回してしまう（一定時間動けなくなる）。

## 特徴
- 攻撃ボタン（上段・下段）を押しっぱなしにすることで、「気合」をためることができる。押している時間で違いはあるが、すぐにMAXになる。通常の格闘ゲームで言うならば普通の攻撃が「弱」で、気合攻撃が「強」に該当する。必殺技を使う時はコマンド操作と「ボタンを離す」動作をする。大半の場合は気合攻撃を使わないと勝負にならないが、気合なし攻撃が役に立つ場合もある。また、上段攻撃ボタンを押した状態で下段攻撃ボタンを押しての気合攻撃もできる（この場合は下段攻撃）。なお、気合攻撃はガードされても相手の体力を削ることができる。
- 1対1の場合は横方向にしか動けないが、1人プレイの6〜8試合目や対戦などで複数のキャラクターでの試合は上下方向にも動けるため自由度が上がる。アクションゲームのように敵を別の相手の方向に投げると、そのキャラクターにもダメージを与えることが出来る。
- 投げ技は、上段攻撃ボタンで左へ、下段攻撃ボタンで右へ投げることができる。投げの威力は相手の体力に比例しているので、相手の体力が少ない場合はゲージの数ドット分しか減らない場合もある。
- 4人対戦では、4人とも同じキャラクターを使うことが可能。カラーも4人分用意されている。
- 制限時間内に決着がつかない場合は判定になるが、体力が同じだった場合には必殺技を決めた回数で勝敗が決まり、その回数も同じであれば別の項目で…など数多くの判定項目が用意されている。
- ライフ制に近いシステムであり、負けるかダブルノックアウトでハートが1つ減り、2つなくなるとゲームオーバーとなる。逆に1勝してからダブルノックアウトになると、相手のハートがなくなるのでそのまま勝ち残りとなる。
- 1ドットも体力を減らさずに勝利するとボーナス点が入る。しかし気合攻撃をガードしても体力が削れる仕様上、かなり難しい。
- エンディングは、英語のメッセージで画面横に字幕で日本語が表示されるという映画のような演出方法をとっている。日本人であるフジオカのエンディングでも、英語メッセージ・日本語字幕である。
- 基板の設定で2人用にすることもできるが、対COM戦の1対2ステージは無くならない。
- この時期、ナムコは4人同時でプレイできる通常筐体のゲームを数多くリリースしている（『ニューマンアスレチックス』・『エクスバニア』・『マッハブレイカーズ』・『スーパーワールドコート』等）。それまでの多人数対戦は『ファイナルラップ』のような大型筐体が主流だった。

## サウンドトラック、およびナムコの他作品での楽曲利用
本作のサウンドトラックは『ナムコ　ゲームサウンドエクスプレス Vol.9』として発売されたほか、本作の日本ステージの音楽「鷹舞狼吼」のアレンジ版が『ナムコ　ビデオゲームグラフィティ Vol.8』に収録されている。また、「鷹舞狼吼」は同社の『太鼓の達人10』にも収録されている。その後、同楽曲はニンテンドーDS版『太鼓の達人　ドロロンヨーカイ大決戦』にも収録された。業務用『太鼓の達人』（新筐体）では、バナパスカードを使って登録する「ドンだーひろば」のごほうび曲としてポイントでこの曲をプレイすることができる。

## 移植版
| No. | タイトル       | 発売日        | 対応機種                      | 開発元                  | 発売元     | メディア                                        |
| --- | -------------- | ------------- | ----------------------------- | ----------------------- | ---------- | ----------------------------------------------- |
| 1   | ナックルヘッズ | 2009年8月18日 | Wii                           | バンナム                | バンナム   | ダウンロード （バーチャルコンソールアーケード） |
| 2   | ナックルヘッズ | 2024年8月15日 | PlayStation 4 Nintendo Switch | ハムスター （移植担当） | ハムスター | ダウンロード （アーケードアーカイブス）         |

アーケードアーカイブス版
「こだわり設定」では1P側のコントローラーで2P側のキャラクターを使用できるようにする「使用するキャラクター切り替え」の設定が可能。ただし、ゲーム中はキャラクターの切り替えはできず、最大2人プレイ時のみ可能。

## 評価
前田尋之の公式サイト「電脳世界のひみつ基地」においてライターの稲波は、通常筐体を流用しようとした結果、ボタン数に制限がかかってアクションゲームのような操作体系になってしまって遊びにくかった点を指摘している。稲波は、操作体系を簡略化するためレバーを後ろに入れてガードするという方法を取り入れたのだろうと推測しつつも、このシステムが操作ミスを誘発していると指摘している。

## 参考
- ナムコ（無料広報誌）『NG』1993年4月号
- 新声社『ゲーメスト』No.95 最新対戦格闘ゲーム 必殺荒ワザ増刊」（1993年）